# Chikkanvangala, Tarikere
Chikkanvangala là một làng thuộc tehsil Tarikere, huyện Chikmagalur, bang Karnataka, Ấn Độ.